# Hylaeus perdensus
Hylaeus perdensus är en biart som beskrevs av Cockerell 1936. Hylaeus perdensus ingår i släktet citronbin, och familjen korttungebin. Inga underarter finns listade i Catalogue of Life.